# Heinrich Carl Wilhelm Abich
Heinrich Carl Wilhelm Abich (* 4. Dezember 1772 in Braunschweig; † 20. März 1844) war ein deutscher Bergbeamter.

## Leben
Heinrich Carl Wilhelm Abich war der Sohn des braunschweigischen Bergbeamten und Pächters der Saline Schöningen Rudolf Adam Abich (1738–1809).
Er besuchte bis 1790 das Anna-Sophianeum in Schöningen und studierte ab 1791 an der Universität Göttingen. Anschließend wurde er Assessor beim Berg- und Hüttendepartement in Berlin.
Abich war von 1806 bis 1840 Pächter der Saline Schöningen und wurde während dieser Zeit zum Bergrat ernannt. Er bewohnte das von seinem Vater gebaute Direktorenhaus und legte 1825 auf den Salinengrundstücken eine Soda-, Eisen- und Vitriolfabrik an. Im Jahr 1830 richtete er darüber hinaus noch eine Natron-Seifenfabrik ein.
Heinrich Abich war seit 11. Oktober 1809 verheiratet mit Johanna Wilhelmine, geborene Klaproth, der Tochter des Chemikers Martin Heinrich Klaproth. Der Mineraloge, Geologe und Forschungsreisende Hermann von Abich war der gemeinsame Sohn des Ehepaars. 